# Love Theme from El Cid (The Falcon and the Dove)
Love Theme from El Cid (The Falcon and the Dove) ist ein Lied aus dem Film El Cid (1961). Es wurde von Miklós Rózsa geschrieben, und der Text stammt von Paul Francis Webster.

## Hintergrund und Veröffentlichung
Das von Miklós Rózsa, der bei El Cid als Filmkomponist fungierte, extra für den Film geschriebene Lied hat eine ungewöhnliche Veröffentlichungsgeschichte. Auf dem Originalsoundtrack von El Cid aus dem Jahr 1961 ist es zwar enthalten, wird aber dort nicht gesungen und hat auch keinen eigenen Track. Eine gesungene Originalveröffentlichung konnte nicht nachgewiesen werden, jedoch gab es 1961 bereits mindestens eine gesungene Coverversion.

## Auszeichnungen
Miklós Rózsa und Paul Francis Webster waren für Love Theme from El Cid (The Falcon and the Dove) bei der Oscarverleihung 1962 in der Kategorie Bester Song nominiert, der Oscar ging jedoch an Henry Mancini und Johnny Mercer für Moon River aus Frühstück bei Tiffany.  Das Lied, das im Film noch von einem Chor gesungen wurde, wurde bei der Oscarverleihung von Johnny Mathis vorgestellt.
Das Lied erreichte den fünften Platz bei der Wahl zum Laurel Award 1962. Auch dieser Preis ging an Moon River.

## Coverversionen
Coverversionen von Love Theme from El Cid (The Falcon and the Dove) wurden bereits 1961 von Bryan Johnson und von The Four Amigos als Single veröffentlicht. Unter anderem coverte auch Billy Storm das Lied.
Zudem gibt es mehrere Instrumentalcoverversionen, vor allem auf Sampleralben, zum Beispiel von Earl Grant, Percy Faith, René Touzet, Arthur Lyman, Jerry Murad oder Daniel Hope.